# Erlenbach bei Kandel
Erlenbach bei Kandel är en kommun och ort i Landkreis Germersheim i förbundslandet Rheinland-Pfalz i Tyskland.
Kommunen ingår i kommunalförbundet Verbandsgemeinde Kandel tillsammans med ytterligare sex kommuner.